# Perthiet

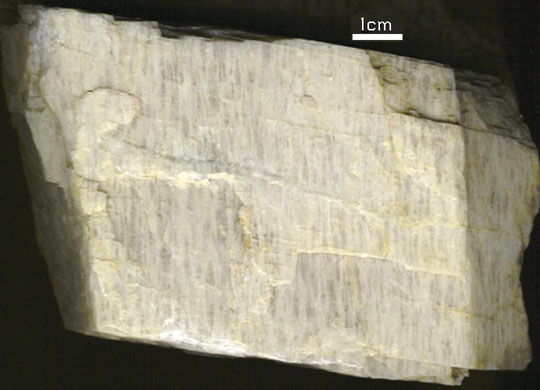
Perthitische veldspaat, Dan Patch pegmatite, Black Hills, South Dakota. De perthietstructuur is zichtbaar als een afwisseling van dunne grijze en witte banden.

Perthiet is in de petrologie een structuur in veldspaat, die bestaat uit een afwisseling van vergroeide plagioklaas (met name albiet) en kaliveldspaat. Het minst voorkomende van de twee mineralen vormt smalle zones of banden, die lamellae genoemd worden. Soms wordt met perthiet alleen de vorm bedoeld waarbij kaliveldspaat dominant is; de vorm waarbij plagioklaas domineert wordt dan "antiperthiet" genoemd.
De lamella in perthiet vormen door ontmenging (exsolutie) van de vaste oplossing tussen de twee veldspaten. In de aardkorst kristalliseert alkaliveldspaat bij ongeveer 700°C. Onder die omstandigheden vormt veldspaat een vaste oplossing tussen KAlSi3O8 en NaSi3O8. Wanneer de temperatuur na stolling verder daalt, wordt deze vaste oplossing echter instabiel. De oplosbaarheid van de twee veldspaten neemt af en er zal ontmenging optreden waarbij twee fases ontstaan: één rijker in natrium en één rijker in kalium.
De lamella in perthiet kunnen submicroscopisch klein zijn (vooral in uitvloeiingsgesteenten die snel afkoelden), maar in sommige dieptegesteenten ook afmetingen op centimeterschaal hebben. De kaliumrijke fase (meestal microklien) kan soms opvallend roze zijn, waardoor de lamella duidelijk afsteken tegen de (witte) natriumrijke fase. Microklien kan ook in zijn zeldzame groene variant amazoniet voorkomen. Uit gesteente met duidelijk zichtbare, gekleurde lamella worden edelstenen vervaardigd, die maanstenen genoemd worden.